# Pholcus fragillimus
Pholcus fragillimus är en spindelart som beskrevs av Embrik Strand 1907. Pholcus fragillimus ingår i släktet Pholcus och familjen dallerspindlar.
Artens utbredningsområde är Sri Lanka. Inga underarter finns listade i Catalogue of Life.